# Hồ Ngọc Xum
Hồ Ngọc Xum (sinh ngày 15 tháng 2 năm 1955) là một đạo diễn người Việt Nam.

## Tiểu sử
Hồ Ngọc Xum sinh ngày 15 tháng 2 năm 1955 tại Phú Tân, An Giang. Ông tốt nghiệp  Đại học Văn khoa Sài Gòn và Học viện Sân khấu và Điện ảnh Hà Nội với tư cách là đạo diễn phim.

## Sự nghiệp
Năm 1973 - 1975 Hồ Ngọc Xum vào  Đại học Văn khoa Sài Gòn - khoa Triết. Suốt thời đi học ông sống cuộc sống của một người khuân vác dưới bến thuyền. Và ông đã làm tất cả mọi việc để có thể nuôi thân và học tiếp đại học. Sau năm 1975, ông trở về quê, tham gia công tác địa phương rồi trở lại Trường Đại học Tổng hợp Thành phố Hồ Chí Minh - khoa Ngữ văn vào năm 1977. Cuối năm đó, Xí nghiệp phim Tổng hợp TP. Hồ Chí Minh liên hệ với trường chọn lựa một số sinh viên vừa tốt nghiệp để đào tạo lực lượng biên kịch và đạo diễn kế cận, ông dự tuyển và được chọn.
Hồ Ngọc Xum từng làm trợ lý đạo diễn qua các phim: Ngọn lửa Krông Jung (đạo diễn: Lê Hoàng Hoa), Đứa con bị từ chối (đạo diễn: Lê Dân), Vùng gió xoáy (đạo diễn: Nguyễn Hồng Sến), Ván bài lật ngửa - tập 1 (đạo diễn: Lê Hoàng Hoa)… rồi phó đạo diễn phim Hòn Đất (đạo diễn: Nguyễn Hồng Sến) và đảm trách vai trò đạo diễn sau khi tu nghiệp Khoa Đạo diễn Trường Đại học Sân khấu Điện ảnh Hà Nội.
Sau khi tốt nghiệp đạo diễn điện ảnh ở Hà Nội, ông về công tác ở Hãng phim Giải phóng. Sự nghiệp điện ảnh của Hồ Ngọc Xum bắt đầu từ Hồ Biểu Chánh. Bộ phim đầu tiên Ngọn cỏ gió đùa của ông do Việt Linh biên tập từ truyện của nhà văn nổi tiếng này, thế nên về sau càng đọc nhiều ông càng mê hơn tính cách Nam bộ trong văn chương của Hồ Biểu Chánh từ đó bật lên tính cách người Nam bộ trong con người ông.

## Những phim thực hiện
- Ngọn lửa Krông Jung (1980)
- Ngọn cỏ gió đùa (phim điện ảnh 1989)
- Mảnh tinh nghiệt ngã (1990)
- Lệnh truy nã (1991)
- Tình yêu vực tham (1992)
- Võ sĩ bất đắc dĩ (1992)
- Mênh mông tình buồn (1992)
- Cô gái mộng mơ (1993)
- Yêu nàng hoa hậu (1994)
- Tha lỗi cho anh (Vị đắng tình yêu 3)
- Trăng không mùa (1997)
- Cô gái Trà peng (1998)
- Con nhà nghèo (1998)
- Lửa vòng cung (2000)
- Sương gió biên thùy (2001)
- Nợ đời (2002)
- Không thể siết cò (2003)
- Nợ đời (2004)[5]
- Đời thương hồ
- Hai mảnh đời (2005)
- Cay đắng mùi đời (2006)
- Giá mua một thượng đế (2007)
- Khí phách anh hùng (2008)
- Tại tôi (2009)
- Cuộc phiêu lưu của Hai Lúa (2009)
- Bức họa tình yêu (2009)
- Tân Phong nữ sĩ (2009)
- Love Case (Tình án 2009)
- Khóc thầm (2010)
- Tình Kacao
- Lòng dạ đàn bà (2011)
- Chuyện làng Bè (2012)
- Giông bão
- Ngọn cỏ gió đùa (2013)
- Cuộc phiêu lưu của Hai Lúa (phần 2) (2015)
- Hai khối tình (2016)
- Oan trái nghĩa tình (2016)
- Trọn nghĩa thủy chung (2016)
- Duyên định kim tiền (2017)
- Tơ hồng vương vấn (2017)[6]
- Oan trái nghĩa tình (2019)
- Con ông Hai Lúa (2019-2020)
- Sui gia đại chiến (2021)
- Một đám cưới ba nàng dâu (2021)
- Lỗi đạo cang thường (2022)
- Gieo nhân (2023)
- Vầng trăng thơ ấu (2024)

## Giải thưởng
- Cánh diều vàng cho phim truyền hình hay nhất.
- Cánh diều vàng cho phim điện ảnh hay nhất.
- Nghệ sĩ Ưu tú năm 2012.